# 黃禮豐
黃禮豐（1996年6月10日—），台灣男演員。出生於台中，曾就讀臺中一中、國立政治大學法律系。2016年因演出短片《揍他一頓》開始嶄露頭角，2017年並以此片獲得馬德里國際電影節外語短片單元最佳男主角獎。

## 影視作品

### 電影
| 年份   | 片名                         | 角色           | 導演   | 備註 |
| 2017年 | 《樂獄》                     | 書寧哥哥       | 孫啟明 |      |
| 2020年 | 《你的情歌》                 | 史春浪(春浪)   | 安竹間 |      |
| 2022年 | 《我吃了那男孩一整年的早餐》 | 李奎安（阿奎） | 杜政哲 |      |
| 2022年 | 《藏匿處》                   | 太保           | 陳彥光 |      |
| 2025年 | 《器子》                     |                | 簡學彬 |      |

### 短片
| 年份   | 片名                     | 角色   | 導演   | 備註                                                       |
| 2016年 | 《揍他一頓 Beat Him Up》 | 張世豪 | 楊科   | 男主角，獲得2017年馬德里國際電影節外語短片單元最佳男主角獎 |
| 2018年 | 《雁雁 she & him》       | 小馬   | 楊岸青 | 男主角                                                     |
| 2019年 | 《宵禁 Undercurrent》    | 小志   | 翁語彤 | 男主角                                                     |

### 電視劇
| 年份   | 劇名                      | 角色     | 導演   |
| 2018年 | 《公視人生劇展—第一響槍》 | 張浩宸   | 詹淳皓 |
| 2020年 | 《四月望雨》              | 萍兒     | 林福地 |
| 2022年 | 《台北女子圖鑑》          | 高中承恩 | 李芸嬋 |
| 2025年 | 《祈安Pray》              | 楊祈安   | 謝羽筑 |
| 2025年 | 《如果我不曾見過太陽》    |          |        |
| 2025年 | 《那些你不知道的我》      |          | 安竹間 |

### 網路劇 / 網路電影
| 年份   | 劇名             | 角色   | 導演   | 備註               |
| 2016年 | 《浴缸神探》     | 林沐   | 大志   | 男主角             |
| 2017年 | 《虛無的焦點》   | 張哲   | 徐芳依 | 男主角之一         |
| 2017年 | 《第一次》       | 江維倫 | 稅成鐸 | 男主角             |
| 2018年 | 《運動學概論》   | 張哲   | 徐芳依 | 《虛無的焦點》前傳 |
| 2021年 | 《愛的奧特萊斯》 | 范小川 | 安竹間 |                    |
| 2023年 | 《恆久定律》     | 恆9    | 連玉喆 | 男主角             |

### 音樂錄影帶
| 年份   | 歌手        | 歌名                              | 備註                   |
| 2017年 | 魏如萱      | 買你清爽der                       | 黑松沙士清爽der 廣告曲 |
| 2018年 | 許茹芸      | 芙烈亞Freyja                      |                        |
| 2019年 | 林俊傑      | 進階Resurgence                    |                        |
| 2019年 | 閻奕格&TANK | 無罪之罪 Innocent Sin             | 電影「樂獄」主題曲     |
| 2020年 | 安妮朵拉    | 如果青春沒有終點 Youth Never Ends |                        |
| 2022年 | 告五人      | 我以為你不會出現 Take Me With You | UAG安全感形象曲        |
| 2023年 | 鄭宜農      | diminished                        |                        |

### 學生製片
- 2016年 世新大學《和光同塵》 - 男主角
- 2016年 世新大學《汽泡檸檬水》－男主角
- 2017年 世新大學《風》 - 男主角

### 網路短片
- 2016年8月24日 波波黛莉：女友是購物狂的反應
- 2016年 教育部特殊教育微電影 - 跳舞機器人
- 2017年2月13日 波波黛莉：情侶有事嗎 - 最討厭的閃瞎路人行為TOP10
- 2017年3月7日 波波黛莉：情侶有事嗎 - 情侶最討厭聽到的問題TOP10
- 2018年6月11日 波波黛莉：情侶有事嗎 - 情侶最愛的吵架和好方式TOP10
- 2018年7月20日 波波黛莉：女友的億萬種地雷 - 和男友出遊篇

## 廣告
- 2016年 1028氣墊粉廣告
- 2016年 凱擘大寬頻
- 2016年 奇美電視廣告
- 2017年 南橋小廚師泡麵
- 2017年 霓淨思
- 2017年 每朝雙纖
- 2017年 家樂福廣告
- 2017年 Office365天天咖啡館
- 2018年 Rexona蕊娜預防異味篇
- 2018年 特步321跑步節
- 2019年 格蘭利威–旅程篇
- 2020年 全國電子 三兄弟篇
- 2020年 飲冰室茶集 最美的遠方篇
- 2020年 飲冰室茶集 光的告別篇
- 2021年 肯德基《蜂蜜醬脆雞》 美味雞蜜篇
- 2021年 肯德基《奶油香蒜雪花脆雞》

## 部連結
- 黃禮豐的Facebook專頁
- 黃禮豐的Instagram帳戶